# (35671) 1998 SN165
1998 أس أن 165 (ويعرف أيضًا باسم (35671) 1998 أس أن 165 وفق تسمية الكوكب الصغير) (بالإنجليزية: 1998 SN165)‏ هو كويكب ضمن حزام الكويكبات؛ وترتيبه 35671 من حيث الاكتشاف.
اكتُشف هذا الجُرم الفلكي بواسطة Arianna E. Gleason ‏ في 23 سبتمبر 1998.

## وصلات خارجية
- (35671) 1998 SN165 في قاعدة بيانات مختبر الدفع النفاث لأجرام النظام الشمسي الصغيرة

- الاكتشاف · مخطط المدار ·  العناصر المدارية · المعلمات المادية

- (35671) 1998 SN165 على موقع ويكي سكاي: DSS2, SDSS, GALEX, IRAS, Hydrogen α, X-Ray, Astrophoto, Sky Map, Articles and images